# Ресат Іслам Хатон
Ресат Іслам Хатон (бенг. রিয়াসাত ইসলাম খাতন, нар. 1 серпня 1989, Дакка, Бангладеш) — бангладеський футболіст, півзахисник. На даний час захищає кольори представника Прем'єр-ліги Уельсу ФК «Лланеллі». Перший бангладеський футболіст, який виступав в головній команді вищого дивізіону європейського чемпіонату.

## Клубна кар'єра
Родина Хатонів переїхала до Німеччини, коли ресату виповнилося 5 років. Футболом розпочав займатися в дитячій академії «Фрайбургера». У 14-річному віці приєднався до юнацької команди представника Бундесліги ФК «Фрайбург». Виступав за команду U-19, після чого виступав за «Гессен Кассель II» U-23, у футболці якого зіграв 23 матчі.
З 2008 по 2014 рік виступав за клуби 4-о та 5-о дивізіонів німецького чемпіонату. Зокрема, виступаючи за «Лофельден» перебував у найкращій ігровій формі, відзначився 8-а голами у 20-и матчах. Також відзначився 3-а голами у 14-и матчах чемпіонату за «Швальмштадт», а також 4-а голами у 3-х матчах кубку.
Після виступів за нижчолігові німецькі клуби, Ресат підписав контракт з представником вищого дивізіону чемпіонату Філіппін «Пачанга Діліман». 20 червня 2015 року дебютував у вищому дивізіоні в поєдинку проти «Грін Арчерз Юнайтед».
У січні 2017 року підписав контракт з представником другого дивізіону чемпіонату Північної Ірландії «Каррік Рейнджерс», проте через отриману травму в новому клубі не зіграв жодного матчу. Потім перейшов до валійського «Кармартен Таун», проте також через травму не зіграв у його складі жодного поєдинку й залишив команду.
9 липня 2018 року підписав контракт з новачком Прем'єр-ліги Уельсу ФК «Лланеллі». Ресат дебютував у вищому дивізіоні європейського чемпіонату 18 серпня 2018 року в переможному (3:2) поєдинку Прем'єр-ліги Уельсу проти «Кевн Друїдс», коли на 90-й хвилині замінив Джордана Фоллоуза. Зігравши у тому матчі, Хатон став першим футболістом з Бангладеш, який виходив на поле у вищому дивізіоні європейського чемпіонату.

## Кар'єра в збірній
У липні 2013 року Ресат Хатон вперше приїхав до тренувального табору національної збірної Бангладеш на запрошення нідерландського тренера Людвейка де Крюйфа, який переглядав бангладеських легіонерів, щоб підсилити команду напередодні старту у кубку Південної Азії 2013. Проте місця для Ресата у збірній на цей турнір не знайшлося.
У равні 2015 року Людвейк де Крюйф знову викликав Хатона до збірної, на матчі проти Сінгапуру та Афганістану. Проте Ресат просидів протягом усіх матчів на лаві для запасних й на поле так і не вийшов.